# Gaston Planté
Gaston Planté (22. dubna 1834 – 21. května 1889) byl francouzský fyzik, který v roce 1859 vynalezl olověný akumulátor. Byla to první dobíjecí elektrická baterie vhodná pro komerční použití a běžně se používá v automobilech.
Planté začal roku 1854 pracovat jako odborný asistent fyziky na Conservatoire national v Paříži. V roce 1860 byl povýšen na profesora fyziky.
V roce 1855 objevil Planté poblíž Paříže fosilii dosud neznámého obřího prehistorického nelétavého ptáka Gastornis parisiensis (pojmenovaného po něm). V té době byl Planté na počátku své akademické kariéry a pracoval jako asistent A. E. Becquerela (otec laureáta Nobelovy ceny Henriho Becquerela).